# Цигенаші (Мехедінць)
Цигенаші (рум. Țigănași) — село у повіті Мехедінць в Румунії. Входить до складу комуни Буріла-Маре.
Село розташоване на відстані 285 км на захід від Бухареста, 26 км на південний захід від Дробета-Турну-Северина, 104 км на захід від Крайови.

## Населення
За даними перепису населення 2002 року у селі проживали 444 особи, з них 443 особи (99,8%) румунів. Усі жителі села рідною мовою назвали румунську.